# Žďárec
Žďárec település Csehországban, a Dél-morvaországi kerület Brno-vidéki járásában található. A Křižanov-i dombságon terül el, megközelítőleg 12 kilométerre északnyugatra Tišnov-tól. A település három részre oszlik, Žďárec (saját kataszteri területtel), Ostrov (Žďárec kataszterében) és Víckov (saját k. t.). Iskolai konyhával és napközivel rendelkező általános iskola és óvoda, a főtéren vendéglő, posta, orvosi rendelő, fodrászat, fatelep, festő- és autójavító műhely található a településen.
Žďárec Újezd u Tišnova, Tišnovská Nová Ves, Vratislávka, Strážek, Rojetín, Řikonín, Lubné és Drahonín településekkel határos.

## Története
A település első írásos említése 1358-ból származik.

## Népesség
A település lakosságának változását az alábbi diagram mutatja:
| Lakosok száma | 475  | 564  | 600  | 412  | 381  | 378  | 371  | 367  | 347  | 387  |
|               | 1869 | 1900 | 1921 | 1961 | 1980 | 2011 | 2016 | 2019 | 2021 | 2024 |

## Híres személyek
- Anna Pammrová (1860–1945), írónő és feminista lakott itt 1899-től egy gerendaházban, Havlovban. Sírhelye a Žďárec-i temetőben található.

## Nevezetességei
- Szt. Péter és Pál templom - gótikus freskók
- romvár a településtől délnyugatra (már Rojetín területén)
- A településtől nem messze az erdőben található Havlov településrész, ahol Václav Havel, a későbbi köztársasági elnök gyerekkorának egy részét töltötte.[4]

## Fordítás
- Ez a szócikk részben vagy egészben  a(z)   Žďárec című cseh Wikipédia-szócikk ezen változatának fordításán alapul.  Az eredeti cikk szerkesztőit annak laptörténete sorolja fel. Ez a jelzés csupán a megfogalmazás eredetét és a szerzői jogokat jelzi, nem szolgál a cikkben szereplő információk forrásmegjelöléseként.